# Simulium elburnum
Simulium elburnum är en tvåvingeart som först beskrevs av Rubtsov och Carlsson 1965.  Simulium elburnum ingår i släktet Simulium och familjen knott. Inga underarter finns listade i Catalogue of Life.